# NGC 6539
NGC 6539 ist ein Kugelsternhaufen im Sternbild Schlange, welcher etwa 27.400 Lichtjahre von der Erde entfernt ist. Der Kugelsternhaufen NGC 6539 wurde 1856 von dem dänischen Astronomen Theodor J. C. A. Brorsen entdeckt.